# Георг Донатус, наследный принц Гессенский
Георг Донатус, принц Гессенский (Георг Донатус Вильгельм Николай Эдуард Генрих Карл, нем. Georg Donatus Wilhelm Nikolaus Eduard Heinrich Karl Erbgroßherzog von Hessen und bei Rhein; 8 ноября 1906, Дармштадт — 16 ноября 1937, Остенде, Западная Фландрия) — наследный Великий герцог Гессенский и Рейнский.

## Биография
Принц Георг Донатус был старшим сыном Великого герцога Эрнста Людвига Гессенского и Рейнского от второго брака с принцессой Элеонорой Сольмс-Гогенсольмс-Лих, Великой герцогиней Гессенской. В 1908 году у Георга Донатуса появился младший брат, принц Людвиг, товарищ детских игр наследного принца.
В ходе Ноябрьской революции 1918 года отец принца Георга Донатуса — Великий герцог Эрнст Людвиг отрёкся от престола, история рода Гессенских как правящей династии окончилась.
1 мая 1937 года наследный герцог Георг Донатус и его супруга принцесса Сесилия вступили в ряды НСДАП.
По дороге на свадьбу брата Людвига с Маргаритой Геддес, которая была назначена 17 ноября 1937 года в Лондоне, 16 ноября 1937 года наследный герцог Георг Донатус с матерью герцогиней Элеонорой, супругой Сесилией и сыновьями Людвигом и Александром погибли в авиакатастрофе в Остенде. Среди обломков самолета было обнаружено тело мертворождённого сына принцессы Сесилии, находившейся на восьмом месяце беременности.
Все погибшие члены великогерцогской семьи были похоронены в родовом мавзолее в Розенхёэ в Дармштадте. Два года спустя рядом с ними упокоилась и единственная оставшаяся в живых дочь Георга Донатуса и Сесилии — принцесса Йоханна. В ноябре 1937 года ей был всего год, и её решено было не брать с собой в поездку. После гибели родителей её удочерил брат Георга Донатуса — принц Людвиг, 14 июня 1939 года она умерла от менингита в госпитале герцогини Алисы в Дармштадте. Поскольку принц Людвиг умер бездетным, с его смертью 30 мая 1968 года династия Великих герцогов Гессен-Дармштадтских по мужской линии пресеклась.

## Личная жизнь
В 1931 году Георг Донатус сочетался браком с греческой принцессой Сесилией, родной сестрой принца-консорта Филиппа, супруга британской королевы Елизаветы II. 23 января в Новом дворце Дармштадта состоялась гражданская церемония регистрации брака, а 2 февраля состоялось венчание по православному и лютеранскому обрядам. Их дети:
- Людвиг Эрнст Андрей (31 октября 1931 — 16 ноября 1937) — погиб в авиакатастрофе;
- Александр Георг Карл Генрих (14 апреля 1933 — 16 ноября 1937) — погиб в авиакатастрофе;
- Йоханна Марина Элеонора (20 сентября 1936 — 14 июня 1939) — умерла от менингита;
- Мертворождённый мальчик (16 ноября 1937) — его тело было найдено среди обломков самолета.